# National Invitation Tournament 2006
Il National Invitation Tournament 2006 è stata la 69ª edizione del torneo. La final four è stata giocata al Madison Square Garden di New York. Ha vinto il titolo la University of South Carolina, allenata da Dave Odom. Miglior giocatore del torneo è stato eletto Renaldo Balkman.
| Campione NIT 2006                  |
| ---------------------------------- |
| South Carolina Gamecocks 2º titolo |

## Squadra vincitrice
|    | Naz.                   | Ruolo | Sportivo         |  | Alt. |  |  |
| -- | ---------------------- | ----- | ---------------- |  | ---- |  |  |
| 0  | Stati Uniti (bandiera) | G     | Stephen McDowell |  | 180  |  |  |
| 1  | Stati Uniti (bandiera) | G     | Tre Kelley       |  | 185  |  |  |
| 4  | Stati Uniti (bandiera) | G     | Bryce Sheldon    |  | 196  |  |  |
| 10 | Stati Uniti (bandiera) | A     | Rocky Trice      |  | 193  |  |  |
| 12 | Stati Uniti (bandiera) | G     | J.P. Nerbun      |  |      |  |  |
| 14 | Stati Uniti (bandiera) | C     | Antoine Tisby    |  | 203  |  |  |
| 20 | Venezuela (bandiera)   | C     | Keving Palacios  |  | 203  |  |  |
| 21 | Stati Uniti (bandiera) | G     | Tarence Kinsey   |  | 198  |  |  |
| 23 | Stati Uniti (bandiera) | G     | Dwayne Day       |  | 201  |  |  |
| 24 | Senegal (bandiera)     | C     | Ousmane Konate   |  | 208  |  |  |
| 33 | Stati Uniti (bandiera) | A     | Brandon Wallace  |  | 208  |  |  |
| 34 | Stati Uniti (bandiera) | A     | Renaldo Balkman  |  | 203  |  |  |

- Allenatore: Dave Odom